# Issam Jemâa
Issam Jemâa (* 28. Januar 1984 in Gabès; auch Issam Jomaa; arabisch عصام جمعة, DMG ʿIṣām Ǧumʿa) ist ein ehemaliger tunesischer Fußballspieler.
Jemâa debütierte im Mai 2005 in einem Freundschaftsspiel gegen Angola in der tunesischen Nationalmannschaft. 2006 wurde der Stürmer in den WM-Kader Tunesiens berufen, zog sich aber vor dem ersten Spiel eine Meniskusverletzung zu und wurde durch Chaouki Ben Saada ersetzt.

## Titel und Erfolge
- Tunesischer Meister 2004
- Tunesischer Pokalsieger 2004 & 2005
- Confed Cup Teilnahme 2005
- Afrika-Cup Teilnehmer 2006 & 2008
- Kuwaitischer Meister 2013